# Francisco Nunes Teixeira
Francisco Nunes Teixeira (Beduído, Portugal 26 de gener de 1910 - Quelimane, 2 de març de 1999) és un religiós moçambiquès, bisbe de Quelimane i president de la Conferència Episcopal de Moçambic.
Va ser ordenat sacerdot el 1933 i enviat a Beira (Moçambic). El febrer de 1955 va ser nomenat bisbe de Quelimane al febrer de 1955. Fou President de la Conferència Episcopal de Moçambic de 1969 a 1975. El desembre de 1975 va renunciar al càrrec de bisbe, tot i que va continuar com a bisbe emèrit fins a la seva mort. Ha escrit A igreja em Moçambique na hora da independência (1995)